# 韋力生
（1956年3月9日—），中國譯作、香港譯作、臺灣譯作，英國保守黨政治家，1992年至2015年代表哈文特選區擔任下議院議員，任內曾於1996年在馬卓安政府出任財政部主計長，2010年至2014年再於大衛·卡麥隆內閣擔任大學及科學國務大臣。

## 部份著作
- Willetts, David. . 1991. ISBN 1-870265-62-9.
- Willetts, David. . 1992. ISBN 0-14-015477-9.
- Willetts, David. . 1992. ISBN 1-874097-18-6.
- Willetts, David. . 1996. ISBN 0-14-026304-7.
- Willetts, David. . 1997. ISBN 0-14-026304-7.
- Willetts, David. . 1997. ISBN 1-897969-47-3.
- Willetts, David. . 1998. ISBN 1-897969-81-3.
- Willetts, David. . 2003. ISBN 0-9545611-0-4.
- Willetts, David. . 2003. ISBN 1-901229-47-5.
- Willetts, David. . 2010. ISBN 1848872313.

## 外部連結
- 議員官方網頁（已停止更新）
- 在《衛報》的撰文紀錄 （页面存档备份，存于）
- 簡介 （页面存档备份，存于）（英國廣播公司）

| 大不列颠及北爱尔兰联合王国国会                | 大不列颠及北爱尔兰联合王国国会         | 大不列颠及北爱尔兰联合王国国会             |
| --------------------------------------------- | -------------------------------------- | ------------------------------------------ |
| 前任者： 伊恩·勞埃                            | 哈文特選區國會議員 1992年–2015年       | 繼任者： 艾倫·麥                           |
| 官衔                                          |                                        |                                            |
| 前任者： 大衛·希思科特-艾默里                 | 財政部主計長 1996年                    | 繼任者： 邁克爾·貝茨                       |
| 前任者： 杜世勳                               | 影子教育及就業大臣 1998年–1999年       | 繼任者： 文翠珊                            |
| 前任者： 施志安                               | 影子社會保障大臣 1999年–2001年         | 繼任者： 他本人 為影子工作及退休金大臣     |
| 前任者： 他本人 為影子社會保障大臣            | 影子工作及退休金大臣 2001年–2005年     | 繼任者： 聶偉敬爵士                        |
| 前任者： 詹姆士·阿巴思諾特 為影子貿易大臣     | 影子貿工大臣 2005年                    | 繼任者： 艾倫·鄧肯                         |
| 前任者： 歐世勳 為影子工業大臣                | 影子貿工大臣 2005年                    | 繼任者： 艾倫·鄧肯                         |
| 前任者： 大衛·卡梅倫                          | 影子教育及技能大臣 2005年–2007年       | 繼任者： 高文浩 為影子兒童、學校及家庭大臣 |
| 新頭銜                                        | 影子創新、大學及技能大臣 2007年–2009年 | 廢除                                       |
| 新頭銜                                        | 影子大學及技能國務大臣 2009年–2010年   | 廢除                                       |
| 前任者： 德雷森勳爵 為科學及創新國務大臣      | 大學及科學國務大臣 2010年–2014年       | 繼任者： 祈國光 為大學、科學及城市國務大臣 |
| 前任者： 大衛·蘭米 為創新、大學及技能國務大臣 | 大學及科學國務大臣 2010年–2014年       | 繼任者： 祈國光 為大學、科學及城市國務大臣 |